# بيدرو بيريا
بيدرو بيريا هو سياسي أمريكي، ولد في 22 أبريل 1852 في بيرناليلو في الولايات المتحدة، وتوفي بنفس المكان في 11 يناير 1906. نشط حزبياً في الحزب الجمهوري.